# Districtul Kunhegyes
Kunhegyes (în maghiară Kunhegyesi járás) este un district în județul Jász-Nagykun-Szolnok, Ungaria.
Districtul are o suprafață de 464,58 km2 și o populație de 20.434 locuitori (2013).